# 5,10-Méthylènetétrahydrofolate réductase
La 5,10-méthylènetétrahydrofolate réductase (MTHFR) est une oxydoréductase qui catalyse la réaction :
|                                | + NADPH + H+ → NADP+ + |                          |
| 5,10-Méthylènetétrahydrofolate |                        | 5-Méthyltétrahydrofolate |
La réaction fonctionne aussi bien avec le NADH qu'avec le NADPH comme réducteur.
Cette enzyme se présente comme une protéine homodimérique du cytoplasme. On la trouve dans la rate, les ganglions lymphatiques et la moelle osseuse. Elle possède un site de liaison pour le FAD et est constituée de 656 acides aminés. Son poids moléculaire est de 74597 Da. Son gène est composé de douze exons et se situe sur le chromosome 1 à la position 1p36.3.
Elle catalyse la conversion du 5, 10-méthylènetétrahydrofolate (5,10-CH2-FH4) en 5-méthyltétrahydrofolate (5-CH3-FH4) en utilisant le NADPH.

## La 5,10-méthylènetétrahydrofolate réductase et le métabolisme de l’homocystéine
La MTHFR est une enzyme intervenant dans le métabolisme de l’homocystéine. L’homocystéine est un acide aminé soufré découvert par le biochimiste, Vincent Du Vigneaud en 1933. Il n’est pas retrouvé dans la structure des protéines mais constitue un intermédiaire important dans la fonction de donneur de méthyle de la méthionine et dans le métabolisme de la méthionine vers d’autres acides aminés soufrés comme la cystéine.
La méthionine, acide aminé essentiel apporté uniquement par l’alimentation, est transformée en S-adénosylméthionine (SAM) par la S-adénosylméthionine synthase. La SAM est l’un des principaux donneurs de méthyle dans les réactions biochimiques chez les mammifères et en donnant son méthyle elle se transforme en S-adenosyl-homocystéine (SAH). Cette dernière est à son tour hydrolysée en homocystéine par une réaction réversible catalysée par la S-adenosyl homocystéine hydrolase. L’homocystéine formée est soit reméthylée en méthionine soit catabolisée par transsulfuration en donnant une cystéine.

Réaction catalysée par la MTHFR.

Métabolisme de la MTHFR

### La transsulfuration
L’homocystéine transfère son groupement thiol à une molécule de sérine qui deviendra une cystéine, les carbones restant de l’homocystéine rejoindront le cycle de Krebs. La première étape de condensation homocystéine-serine est catalysée par une enzyme à coenzyme B6, la CBS. Il y a alors formation de la cystathionine. Celle-ci est ensuite coupée en donnant une cystéine et un alpha-cétobutarate,.

### La reméthylation
MTHFR est essentielle au fonctionnement de la voie de reméthylation de l’homocysteine. 5-CH3-FH4 provenant de la transformation de 5,10-CH2-FH4 par MTHFR est utilisé comme donneur du groupement méthyle, lors de la reméthylation de l’homocystéine en méthionine. Cette réaction est catalysée par la méthionine synthase (MS) qui a pour cofacteur la vitamine B12. 5,10-CH2-FH4 est dérivé des folates (vitamine B9) contenue dans l’alimentation. L’activité de l’enzyme MTHFR et l’apport alimentaire en folates vont donc influencer la disponibilité en 5-CH3-FH4 pour méthyler l’homocystéine,.

### La régulation nutritionnelle
Lors d’une alimentation normale, le métabolisme de l’homocystéine chez des sujets sains se divise équitablement entre la transsulfuration et la reméthylation. Lorsque l’apport en méthionine est normal, la molécule d’homocystéine est recyclée environ deux fois par la voie de reméthylation avant d’être catabolisée par la voie de transsulfuration. Lorsque l’apport en méthionine augmente, la voie de transsulfuration est utilisée principalement par l’homocystéine. La capacité de l’organisme à adapter l’utilisation de l’homocystéine en fonction de l’apport en méthionine implique l’existence d’une régulation commune aux deux voies. Cette régulation commune va se faire par la S-adénosylméthionine (SAM) qui en fonction de sa concentration peut inhiber ou non la MTHFR orientant ainsi l’homocystéine vers la voie de transsulfuration ou de reméthylation. Lorsque l’apport en méthionine est élevé, il va en résulter une augmentation de la concentration intracellulaire de S-adenosyl-méthionine ce qui inhibe la MTHFR et active la cystathionine betasynthase (CBS). CBS est impliqué dans la voie de transsulfuration. À l’opposé, lorsque l’apport en méthionine est faible, la concentration en SAM n’est pas suffisante pour inhiber la MTHFR. La voie de reméthylation est alors favorisée et la CBS n’est pas stimulée,.

## Polymorphisme C677T et l'hyperhomocystéinémie

Structure secondaire de la MTHFR

À la suite de nombreux travaux sur des données cliniques et épidémiologiques l’hyperhomocystéinémie est de plus en plus considérée comme un facteur de risque indépendant pour les maladies cardio-vasculaires. Il semblerait qu’un excès d’homocystéine endommagerait la paroi intérieure des artères ce qui pourrait affecter la coagulation du sang. Lorsque le taux d’homocystéine est élevé, les cellules artérielles absorbent plus facilement le mauvais cholestérol (LDL). L’homocystéine facilite la croissance des muscles lisses des artères ce qui pourrait causer une sténose des artères et elle augmente le risque de formation de caillot sanguin. Les valeurs moyennes de l’homocystéinémie se situent aux alentours de 9 µmol/L. Le seuil à partir duquel l’homocystéinémie doit être considérée comme anormale varie de 11 à 15 µmol/L. Plusieurs facteurs déterminent le taux d’homocystéine dans le sang notamment au niveau des enzymes qui interviennent dans la régulation de l’homocystéine (MTHFR, MS et CBS). En l’absence de déficit enzymatique, le taux d’homocystéine peut être accru par une carence en vitamine B6, vitamine B12 et en folates contenu dans l’alimentation. En effet, le métabolisme normal de l’homocystéine est contrôlé en partie par ces vitamines qui sont des cofacteurs essentiels. Ce déficit en vitamines peut être dû à une consommation insuffisante ou à l’incapacité de l’organisme à les absorber .
Le polymorphisme C677T influence le taux plasmatique d’homocystéine. Une mutation génétique de cette enzyme crée une enzyme thermolabile qui possède une activité réduite d’environ 50 % à 37 °C et une perte complète d’activité à 46 °C. La mutation a lieu en position 677 et transforme la base C en T. Ceci a pour conséquence la formation d’un acide aminé, la valine (V) au lieu d’une alanine (A) en position 222. La fréquence de cet allèle mutant est de 31 % à 39 % . La mutation T au lieu de C crée un site de restriction pour deux enzymes qui sont Hinf I (G/ANT/C) et Taq I (T/CGA). Lorsque le taux de folates apporté par l’alimentation est bas, l’enzyme ayant une activité réduite ne transforme pas intégralement le peu de folates d’où une augmentation en homocystéine. Un faible taux en folates accentue donc l’effet de la mutation. La connaissance de ce processus permet de réduire, par un apport nutritionnel en folates (ou acide folique), le taux d’homocystéine,,. Les légumes vert foncé comme le brocoli, les épinards, les pois et les choux de Bruxelles sont d'excellentes sources d'acide folique. L’acide folique se trouve aussi dans le maïs, les pois secs, les haricots, les lentilles, les oranges et le jus d'orange

## Polymorphisme C677T et les autres maladies
Le haut taux d'homocystéine dans le sang, causé par le polymorphisme C677T, est associé aussi à des thromboses artérielles et à des malformations du tube neural. Les malformations du tube neural les plus courantes sont la spina bifida et l’anencéphalie. Un complément alimentaire enrichi en acide folique méthylé (5-MTHF) et en vitamines B méthylées B12 (méthylcobalamine), B6 (pyridoxine), B2 (riboflavine) chez les femmes qui prévoient d’être enceintes peut réduire le risque de malformations du tube neural chez le fœtus et a un effet protecteur pour les maladies cardio-vasculaires. Ce polymorphisme est aussi associé à la schizophrénie,. Le mécanisme reste encore incertain, ce polymorphisme confère un risque d’avoir des symptômes négatifs et réduit la sévérité des symptômes positifs. Il a été montré que le génotype TT pour MTHFR est associé à un risque  de schizophrénie 36 % plus élevé qu’avec le génotype CC.